# Leptobrachium nigrops
Leptobrachium nigrops es una especie  de anfibios de la familia Megophryidae.

## Distribución geográfica
Se encuentra en Indonesia, Malasia y Singapur.

## Estado de conservación
Se encuentra amenazada de extinción por la pérdida de su hábitat natural.